# Corina Căprioriu
Corina Oana Căprioriu (ur. 18 lipca 1986 w Lugoju) – rumuńska judoczka, srebrna medalistka olimpijska, brązowa medalistka mistrzostw świata, mistrzyni Europy.
Największym sukcesem zawodniczki jest srebrny medal igrzysk w Londynie. Rumunka ma na swoim koncie także brązowy medal mistrzostw świata w Paryżu. Zdobyła również złoty medal mistrzostw Europy w Wiedniu (2010) w kategorii do 57 kg, pokonując w finale Austriaczkę Sabrinę Filzmoser.